# Гефьон
Гефьон или Гефион е скандинавска богиня на плодородието, божественото знание и целомъдрието. Всяка жена, която умре като девица, ставала нейна слугиня.
Гефьон била пазителка и покровителка на Дания. Според Скандинавската митология шведският крал Гюлфи обещал на богинята Гефион толкова земя, колкото може да изоре за една нощ. Гефион не се поколебала да превърне четиримата си синове във волове и така успяла да изоре огромно парче земя, което след това било хвърлено в морето между Сконе и остров Фюн. Така се образувал остров Шеланд, а на мястото на изораната от Гефион земя сега се простира голямо езеро.

## Модерни интерпретации
В 40-страничната шведска романтична поема „Гефьон, поема в четири части“ на Елеонора Шарлота д'Албедюл (1770-1835) Гефьон се появява като алегорична майка на Норвегия, Швеция и Дания. В Копенхаген, Дания, на остров Шеланд, както в мита, е изграден фонтан, изобразяващ Гефьон, която кара синовете си, превърнати във волове, да теглят плуга ѝ (1908 г.). Фонтанът е по проект на датския скулптор Андерс Бундгаард. Името на богинята носят също Семейство Гефьон, семейство астероиди, и астероид 1272 Гефьон (открит през 1931 г. от Карл Вилхелм Райнмут).